# Política y administración pública del municipio de São Paulo
La política del municipio de São Paulo, dado que el municipio ocupa una posición destacada en la economía de Brasil, involucra tradicionalmente intereses muy diversos, muchas veces vinculados a grupos sociales y políticos externos al municipio. Las decisiones políticas que allí tienen lugar suelen tener consecuencias en regiones ajenas a la ciudad dado que gran parte del capital que fluye en el país circula por la ciudad. Por ejemplo, leyes municipales que impliquen diversos impuestos provocarán inevitablemente cambios económicos en regiones distantes.
De este modo, la configuración política del municipio se considera bastante compleja, compuesta por grupos y fuerzas sociopolíticas de caracterización bastante variada en todo el espectro político. Muchos de los principales políticos del Brasil son paulistas, y varios de los mayores partidos políticos de Brasil tienen importantes líderes en São Paulo. Sin embargo, fenómenos esencialmente parroquiales son comunes a lo largo de la historia política de São Paulo ejemplificados por políticos que tienen una base de apoyo restringida al microcosmos paulista. Dos ejemplos típicos de este tipo de hechos políticos son los ex alcaldes Adhemar de Barros y Paulo Maluf.

## Municipio de São Paulo
.

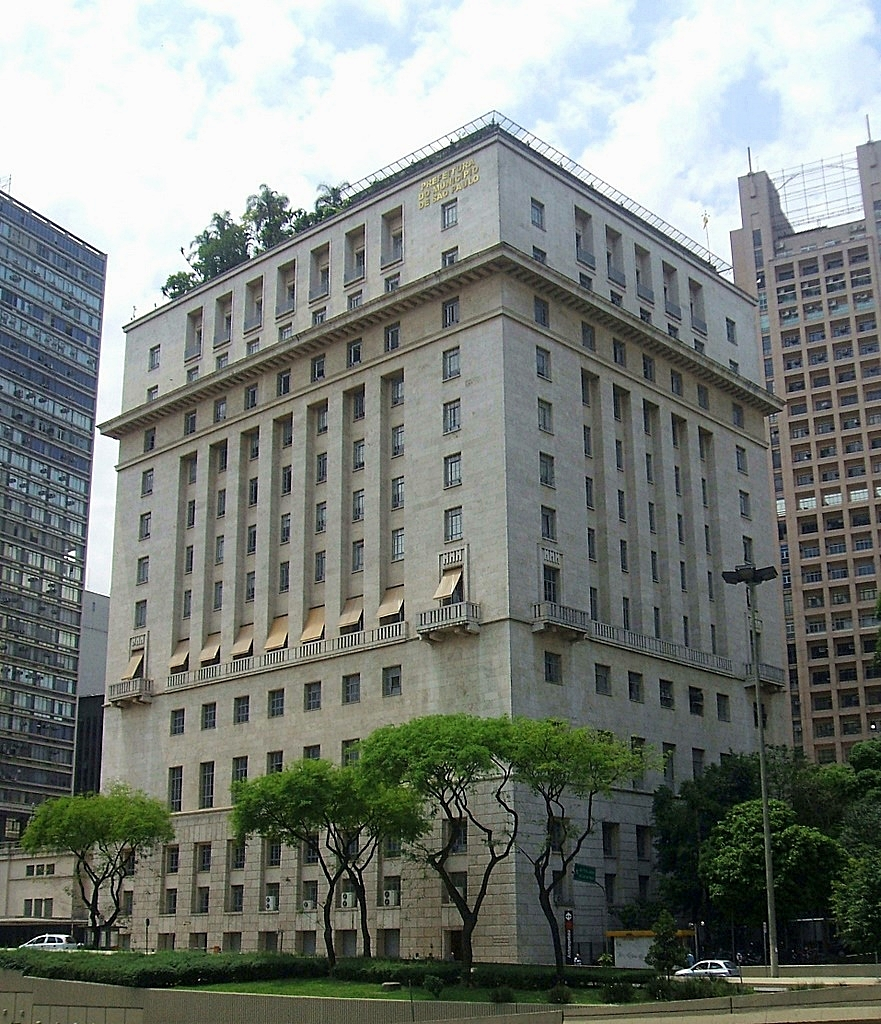
Palácio do Anhangabaú, sede de la alcaldía de São Paulo

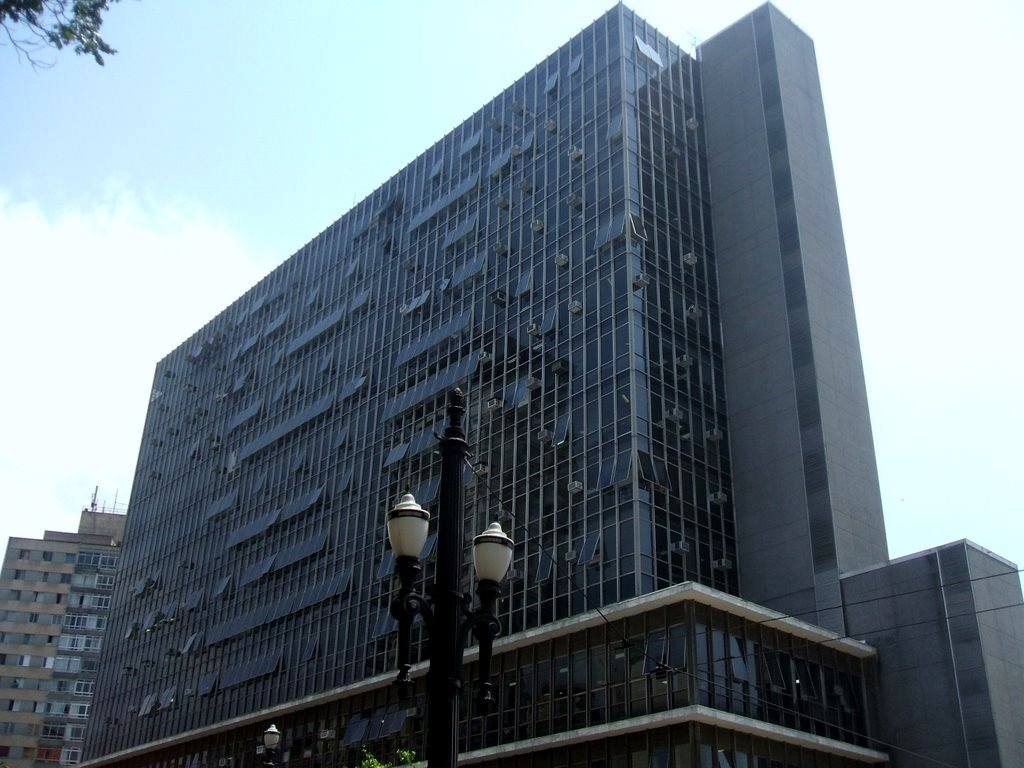
Palacio Anchieta, sede de la Cámara Municipal de São Paulo

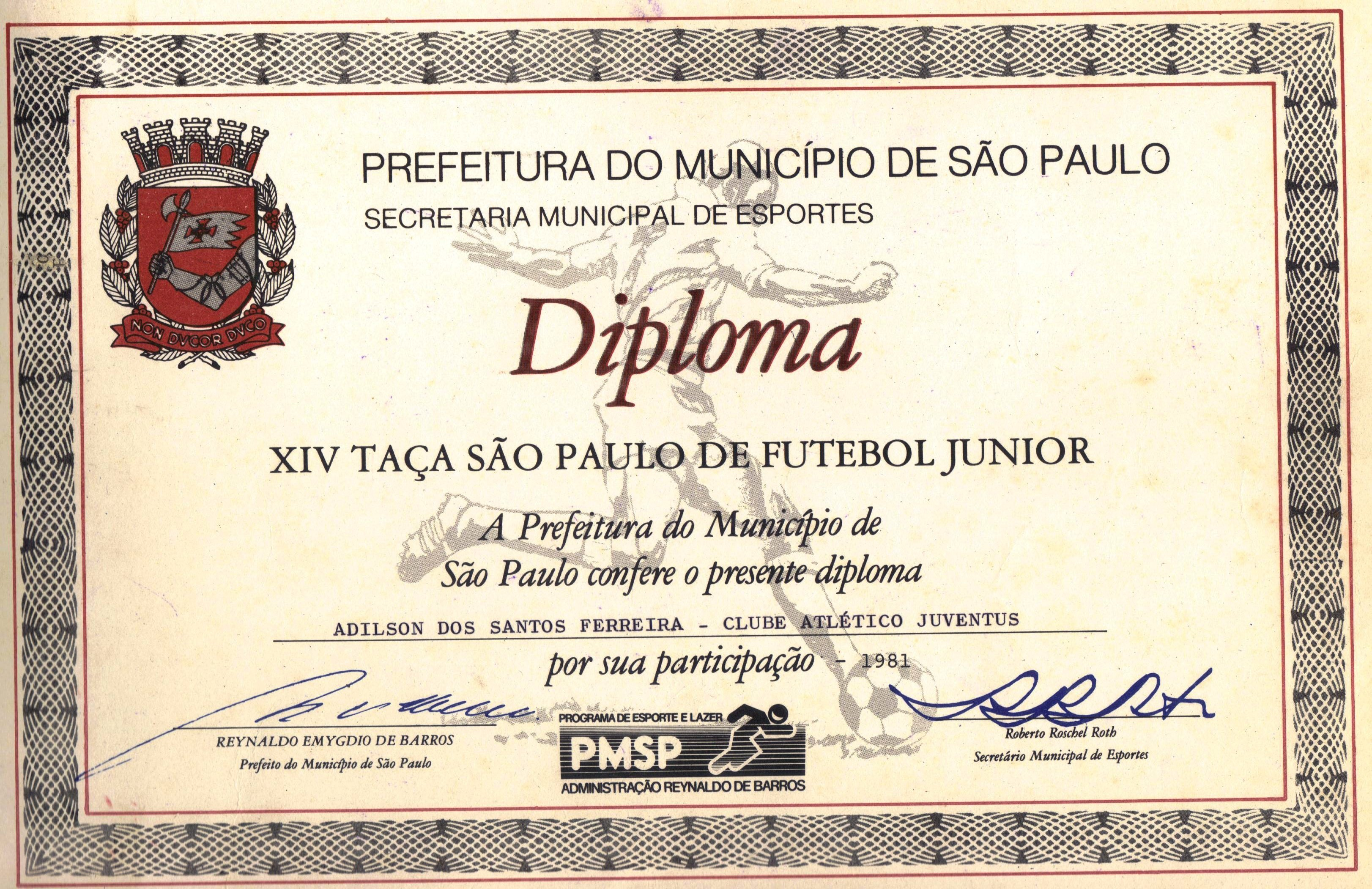
Diploma de participación en la Copa de São Paulo, entregado por la alcaldía de São Paulo, 1981

El Poder ejecutivo del municipio de São Paulo está representado por el Alcalde (en portugués: Prefeito) y su gabinete de secretarios, siguiendo el modelo propuesto por la Constitución Federal. La Ley Orgánica del Municipio y el actual Plan Director de la ciudad determinan, sin embargo, que la administración pública debe garantizar a la población herramientas efectivas para manifestar la democracia participativa, lo que genera que el municipio esté dividido en subprefecturas, cada una liderada por un subprefecto designado por el alcalde. Cada subprefectura tiene un consejo de representantes de la sociedad civil elegidos cada dos años.
La Alcaldía está compuesta actualmente por 26 secretarías que, según la Ley Municipal Nº 17,776, del 13 de abril de 2022,  son las siguientes:
- Alcaldía, con la Secretaría de Gobierno Municipal - SGM y la Casa Civil;
- Secretaría Municipal de Finanzas - SF;
- Secretaría Municipal de Justicia - SMJ
- Secretaría Municipal de Gestión - SG
- Secretaría Municipal de Educación - SME
- Secretaría Municipal de Salud - SMS
- Secretaría Municipal de Asistencia y Desarrollo Social - SMADS;
- Secretaría Municipal de Deporte y Ocio - SEME
- Secretaría Municipal de Cultura - SMC
- Secretaría Municipal de Derechos Humanos y Ciudadanía - SMDHC;
- Secretaría Municipal de Personas con Discapacidad - SMPED;
- Secretaría Municipal de Urbanismo y Licencias - SMUL;
- Secretaría Municipal de Infraestructura Urbana y Obras - SIURB;
- Secretaría Municipal de Subprefecturas - SMSUB;
- Secretaría Municipal de Desarrollo Económico y Trabajo - SMDET;
- Secretaría Municipal de Movilidad y Tránsito - SMT;
- Secretaría Municipal de Verde y Medio Ambiente - SVMA;
- Secretaría Municipal de Vivienda - SEHAB;
- Secretaría Municipal de Seguridad Urbana - SMSU;
- Secretaría Municipal de Innovación y Tecnología - SMIT;
- Secretaría Municipal de Relaciones Internacionales - SMRI;
- Secretaría Municipal de Turismo - SMTUR;
- Contraloría General Municipal - CGM;
- Procuraduría General Municipal - PGM;

Para el año 2023, el presupuesto previsto en el PL 579/2022 es de R$ 95 822 951 303.

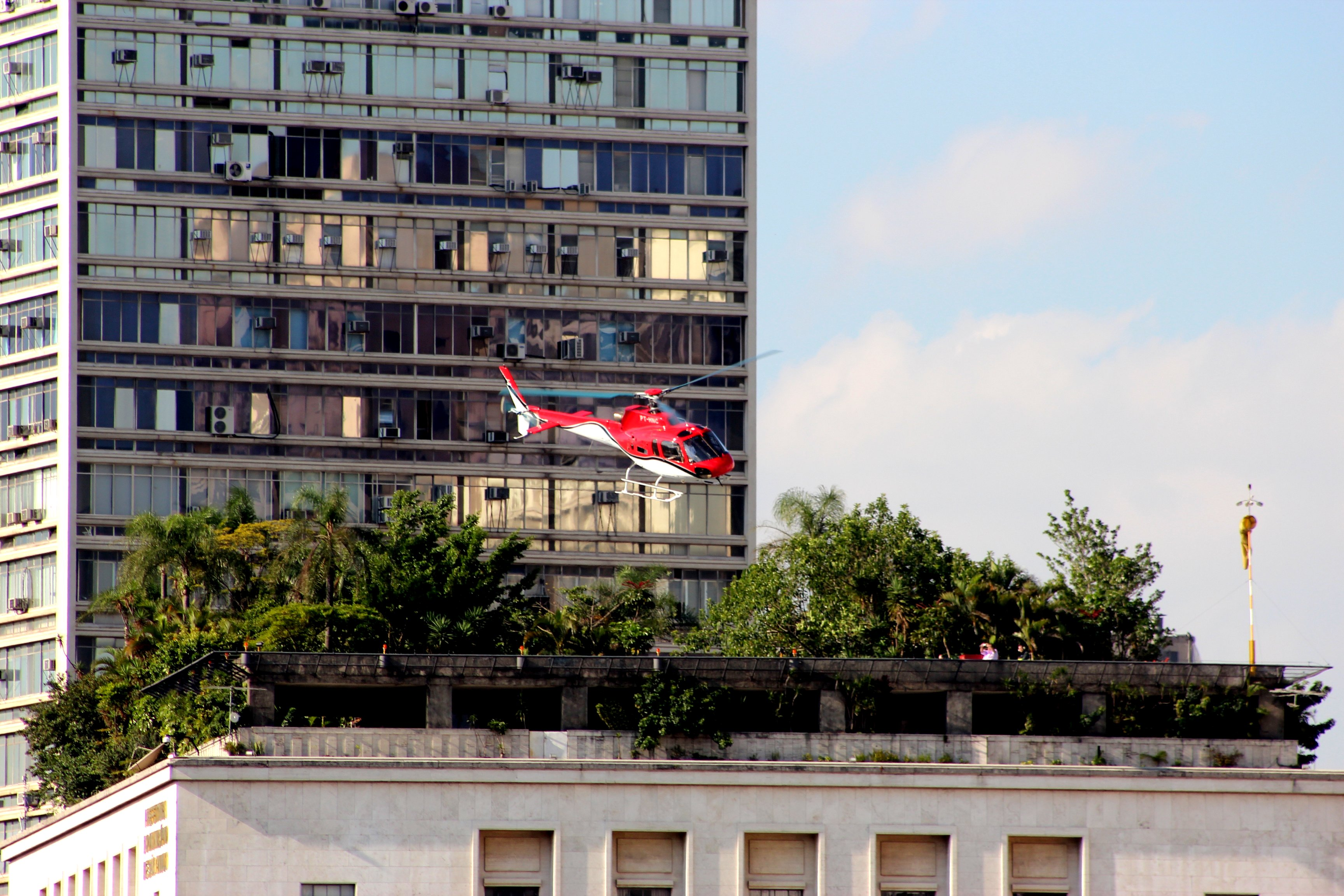
Helicóptero sobre el helipuerto de la Alcaldía de São Paulo

El Poder Legislativo está representado por la Cámara Municipal, formada por 55 concejales elegidos para cargos de cuatro años. La Cámara es responsable por la elaboración y votación de leyes fundamentales para la administración y el Ejecutivo, especialmente las leyes relativas al presupuesto municipal, como la Ley de Directrices Presupuestarias. Debido al poder de veto del alcalde, en periodos de conflicto entre el Ejecutivo y el Legislativo, el proceso de votación de este tipo de leyes suele generar mucha polémica.
Como complemento al proceso legislativo y al trabajo de las secretarías, existen también una serie de "consejos municipales", cada uno de los cuales se ocupa de temas diferentes y debe estar formado por representantes de los diversos sectores de la sociedad civil organizada. Sin embargo, a veces se cuestiona el funcionamiento efectivo y la representatividad de estos consejos. Actualmente están activos los siguientes consejos municipales: Consejo Municipal del Niño y el Adolescente (CMDCA); de Informática (CMI); de Discapacitados Físicos (CMDP); de Educación (CME); de Vivienda (CMH); de MEdio Ambiente (CADES); de Salud (CMS); de Turismo (COMTUR); de Derechos Humanos (CMDH); de Cultura (CMC); de Asistencia Social (COMAS) y de Drogas y Alcohol (COMUDA).

## Subprefecturas
São Paulo tiene 32 pequeños "municipios" repartidos por toda la ciudad. Desde 2002, con la aprobación de la Ley 13,399, la mayoría de los equipamientos públicos como los clubes comunitarios (antiguos Clubes Deportivos Municipales - CDMs) y los clubes de la ciudad, han sido transferidos a las Subprefecturas.
Las Subprefecturas tienen la función de recibir las peticiones y quejas de la población, resolviendo los problemas planteados. Se ocupan de la educación, la salud y la cultura de cada región tratando siempre de promover actividades para la población. Además cuidan del mantenimiento de la red vial, de la red de drenaje, de la limpieza urbana, de la vigilancia sanitaria y epidemiológica, entre otras funciones.
Estas subprefecturas están actualmente vinculadas a la administración directa del municipio a través de la Secretaria Municipal das Subprefeituras (SMSUB). Las subprefecturas de la ciudad en la actualidad son las siguientes:
- Guaianases
- Ipiranga
- Itaim Paulista
- Itaquera
- Jabaquara
- Tremembé
- Lapa
- M'Boi Mirim
- Mooca
- Parelheiros
- Penha
- Perus
- Pinheiros
- Pirituba
- Santana
- Santo Amaro
- São Mateus
- São Miguel Paulista
- Sapopemba
- Sé
- Vila Maria
- Vila Mariana
- Vila Prudente

## Administración Indirecta
La alcaldía es asistida por entidades de la administración pública indirecta, que tienen personalidad jurídica, autonomía administrativa y financiera, y están vinculadas a diferentes secretarías, dependiendo de su área de actuación.
La Alcaldía de São Paulo cuenta con las siguientes Autarquías:
- El Instituto Municipal de Previsión (IPREM) responsable por la administración previsional de los funcionarios permanentes del municipio.
- El Hospital del Servidor Público Municipal, que ofrece servicios de salud a los empleados municipales activos y jubilados, además de consejeros tutelares.
- SP Regula, órgano regulador de los servicios públicos municipales delegados.

La Alcaldía de São Paulo cuenta con dos fundaciones públicas:
- Fundación Paulistana de Educación, Tecnología y Cultura, que mantiene dos instalaciones: el Centro de Formación Cultural Cidade Tiradentes (CFCCT) y la Escuela Técnica de Salud Pública Profesor Makiguti - ambos situados en Cidade Tiradentes.
- Fundación Teatro Municipal de São Paulo (TMSP): Vinculada a la Secretaria Municipal de Cultura (SMC). Entre otras finalidades, es responsable de promover, coordinar y ejecutar actividades artísticas, incluyendo la formación, producción, difusión y perfeccionamiento de música, danza y ópera, así como incentivar y promover la educación artística de la comunidad en el ámbito específico de sus actividades, incluyendo las relativas a los Conjuntos Artísticos, Unidades Educativas Profesionales y Personal Técnico.[6]

El Municipio de São Paulo también cuenta con una entidad considerada Servicio Social Autónomo vinculada a la Secretaría de Desarrollo Económico y Trabajo vía cooperación llamada Agencia de Desarrollo de São Paulo - ADESAMPA.
Varias empresas responsables de servicios públicos y de la economía de São Paulo también pertenecen al gobierno de la ciudad (o éste es accionista mayoritario):
- São Paulo Turismo S.A. (SPTuris): empresa responsable de la organización de grandes eventos y de la promoción turística de la ciudad.[7]
- Compañía de Ingeniería de Tráfico (CET): subordinada a la Secretaría Municipal de Transportes, es responsable del control del tráfico, de la imposición de multas (en colaboración con DETRAN) y del mantenimiento de la red viaria de la ciudad.[8]
- Compañía Metropolitana de Vivienda de São Paulo (COHAB): subordinada a la Secretaría de Vivienda, es responsable de la ejecución de las políticas públicas de vivienda, especialmente de la construcción de urbanizaciones.[9]
- Empresa de Tecnología de la Información y Comunicación del Municipio de São Paulo (PRODAM): responsable de la infraestructura electrónica e informática de la ciudad.[10]
- São Paulo Transportes Sociedade Anônima (SPTrans): responsable de la explotación de los sistemas de transporte público gestionados por el municipio como las líneas municipales de autobús.[11]
- SPCine: La empresa cinematográfica y audiovisual de São Paulo. Actúa como oficina de desarrollo, financiación y ejecución de programas y políticas para los sectores del cine, la televisión, los juegos y los nuevos medios de comunicación.
- SP Parcerias: São Paulo Parcerias SA. Sociedad de capital mixto que forma parte de la Administración Pública Indirecta del Municipio de São Paulo vinculada a la Secretaría Municipal de Gobierno ("SGM") y creada con el objetivo principal de estructurar y desarrollar proyectos de concesión, privatización y asociación público-privada que permitan la implementación del Plan Municipal de Privatización ("PMD") y del Programa Municipal de Asociación Público-Privada.[12]
- SP Obras: Tiene como objetivo ejecutar programas, proyectos y obras definidos por la Administración Municipal. Trata de equilibrar las demandas de sus clientes con los recursos del Tesoro Municipal, la financiación pública y las Operaciones Urbanas. También realiza licitaciones para otros órganos de la Administración Municipal y ejecuta obras, definidas por la Secretaría Municipal de Urbanismo y Licencias, en las áreas de actuación de las Operaciones Urbanas.[13]
- SPDA: Compañía São Paulo de Desarrollo y Mobilización de Activos. La Compañía tiene como objeto social auxiliar al Poder ejecutivo municipal en la promoción del desarrollo económico y social de la Ciudad de São Paulo y en la optimización del flujo de recursos financieros para la financiación de proyectos prioritarios, así como gestionar el pago de las deudas de la ciudad además de firmar convenios o contratos con órganos y entidades de la administración pública de la Unión, del Estado y del municipio de São Paulo para la realización de inversiones prioritarias en la ciudad, especialmente en las áreas de salud, educación, transportes y seguridad; emitir y distribuir públicamente cualesquiera valores mobiliarios, de conformidad con las normas emitidas por la Comisión de Valores Mobiliarios (CVM); contraer préstamos y financiaciones en el mercado nacional o internacional; adquirir, vender y dar en garantía, incluso en contratos de asociación público-privada, activos, créditos, bonos y valores mobiliarios.[14]
- SP Urbanismo: tiene como objetivo fundamental apoyar y desarrollar acciones gubernamentales dirigidas a la planificación urbana y a la promoción del desarrollo urbano en el Municipio de São Paulo, con el fin de realizar los planes y proyectos de la Administración Municipal, a través de la Secretaría Municipal de Desarrollo Urbano, comprendiendo: la concepción, estructuración y acompañamiento de la ejecución de programas de intervención física territorial para el desarrollo urbano, la proposición de normas y directrices, así como la ejecución de programas y proyectos de reurbanización del paisaje urbano, la gestión de las operaciones urbanas existentes y de las que puedan ser aprobadas, elaborando planes y proyectos urbanos.[15]
- SP Negócios: São Paulo Negócios: Sus objetivos son identificar y articular oportunidades de inversión en los sectores económicos definidos como estratégicos por el Poder Ejecutivo; articular con entidades públicas y privadas, nacionales o extranjeras, para promover oportunidades de negocios en el Municipio de São Paulo y exportaciones de productos y servicios de empresas del Municipio; articular asociaciones institucionales, públicas y privadas, para estimular inversiones en el Municipio de São Paulo; atraer nuevas inversiones, nacionales o extranjeras; estimular la creación de formas de economía solidaria, especialmente cooperativas, para proporcionar oportunidades de trabajo y renta a la población sin hogar.[16]

## Historia reciente
Con una población municipal menor que sólo cuatro estados del país no es de extrañar que las elecciones paulistanas sean las más competitivas y que mueven mas recursos del país. Dos partidos se alternaron en el gobierno durante la década de 1990 (el período inmediatamente posterior a la dictadura militar, en el que los alcaldes eran nombrados invariablemente por el Ejecutivo Federal), el PT de las alcaldesas Luiza Erundina (1989 - 1992, hoy en el PSOL) y Marta Suplicy (2001 - 2004) y el PP (antes PPB) de Paulo Maluf (1993 - 1996) y su ahijado político Celso Pitta (1997 - 2000).
En 2004, la entonces alcaldesa Marta Suplicy (PT) se presentó a la reelección contra Erundina, Maluf y el exministro de Planificación y Salud José Serra (PSDB), así como una serie de candidatos menores. José Serra ganó las elecciones y se convirtió en alcalde de la ciudad el 1 de enero de 2005. Su mandato debía durar hasta el 1 de enero de 2009, pero dimitió a finales de marzo de 2006 para presentarse como candidato a gobernador del estado de São Paulo. Su vicepresidente, Gilberto Kassab, del DEM (antiguo PFL), reelegido en 2008, asumió el cargo. En 2012, Fernando Haddad, del PT, fue elegido en segunda vuelta.
El 1 de enero de 2017, João Agripino da Costa Doria Junior, más conocido como João Doria Jr (PSDB), asumió la alcaldía. Doria fue elegido en la primera vuelta de las elecciones, con el 53,29% de los votos. El 6 de abril de 2018, Doria renunció al cargo para presentarse a las elecciones de 2018 como candidato a gobernador estadual. En su lugar, Bruno Covas, también del PSDB, asumió el cargo. En 2021, con la muerte de Bruno Covas, asumió el cargo su teniente de alcalde, Ricardo Nunes que ha estado al frente de la Alcaldía hasta la fecha.